# Primera Comisión Von der Leyen
La Primera Comisión Von der Leyen, también conocida como "Von der Leyen I", fue el gabinete de la Comisión Europea desde el 1 de diciembre de 2019 hasta el 30 de noviembre de 2024. 
La Primera Comisión Von der Leyen tomó posesión tras obtener 461 votos a favor en el Parlamento Europeo el 27 de octubre de 2019, y tras un largo proceso que empezó el 16 de julio de ese mismo año, cuando Ursula von der Leyen fue investida presidenta con 383 votos (superando la mayoría absoluta requerida). Formado tras un acuerdo de gobierno entre el PPE, los S&D y Renovar Europa, su presidenta fue la popular Ursula von der Leyen, quien presidió un gabinete de 26 comisarios, uno por cada Estado de la Unión, excepto Alemania, país de origen de Von der Leyen, y el Reino Unido, que se negó a proponer comisario por su entonces previsible salida de la Unión (Brexit) en 2020. Contó con el apoyo externo de una tercera parte del grupo de los Conservadores y Reformistas (ECR Group).
La denominada "Comisión geoestratégica" nació con la voluntad de presentar el Pacto Verde Europeo y una aproximación a la inteligencia artificial (Ley IA). Aparte de estas prioridades, la migración, la potenciación del papel de Europa al mundo, y el desarrollo de la industria. Aparte de garantizar un Brexit ordenado. Además de liderar y afrontar diferentes crisis globales a los que se fue afrontando la Unión, como la pandemia de COVID-19 (con el Plan de Recuperación Next Generation EU), o la invasión rusa de Ucrania (con la respuesta de la Unión a la agresión rusa).

## Historia del proceso de investidura
Por otra parte, tras las elecciones al Parlamento Europeo en mayo de 2019, el Consejo Europeo inició el proceso para renovar de la jefatura de las principales instituciones de la UE. Durante varias reuniones no concluyentes, numerosos nombres fueron barajados para el cargo de presidente de la Comisión Europea, incluyendo la posibilidad de postular a Merkel para el puesto. Sin embargo fue Ursula von der Leyen quien resultó elegida por el Consejo en la cumbre del 2 de julio siguiente donde además fueron designados el Alto representante de la Unión para Asuntos Exteriores y Política de Seguridad, así como los presidentes del Consejo y del Banco Central Europeo.
Fue Macron quien propuso el nombre de Von der Leyen para reemplazar a Juncker. Con anterioidad a la nominación, varios líderes europeos como el propio Juncker o el presidente del Gobierno de España, Pedro Sánchez se mostraron partidarios de fusionar los cargos de presidente de la comisión con el de presidente del Consejo, pero dicha opción no fue retenida, pese a que la propuesta de fusión no es nueva, ya que se remonta a la Convención sobre el futuro de Europa, cuando fue promovida por Jean-Luc Dehaene quien luego se aseguró que el Tratado de Lisboa incluyese dicha posibilidad.

### Elección de Ursula von der Leyen
Propuesta

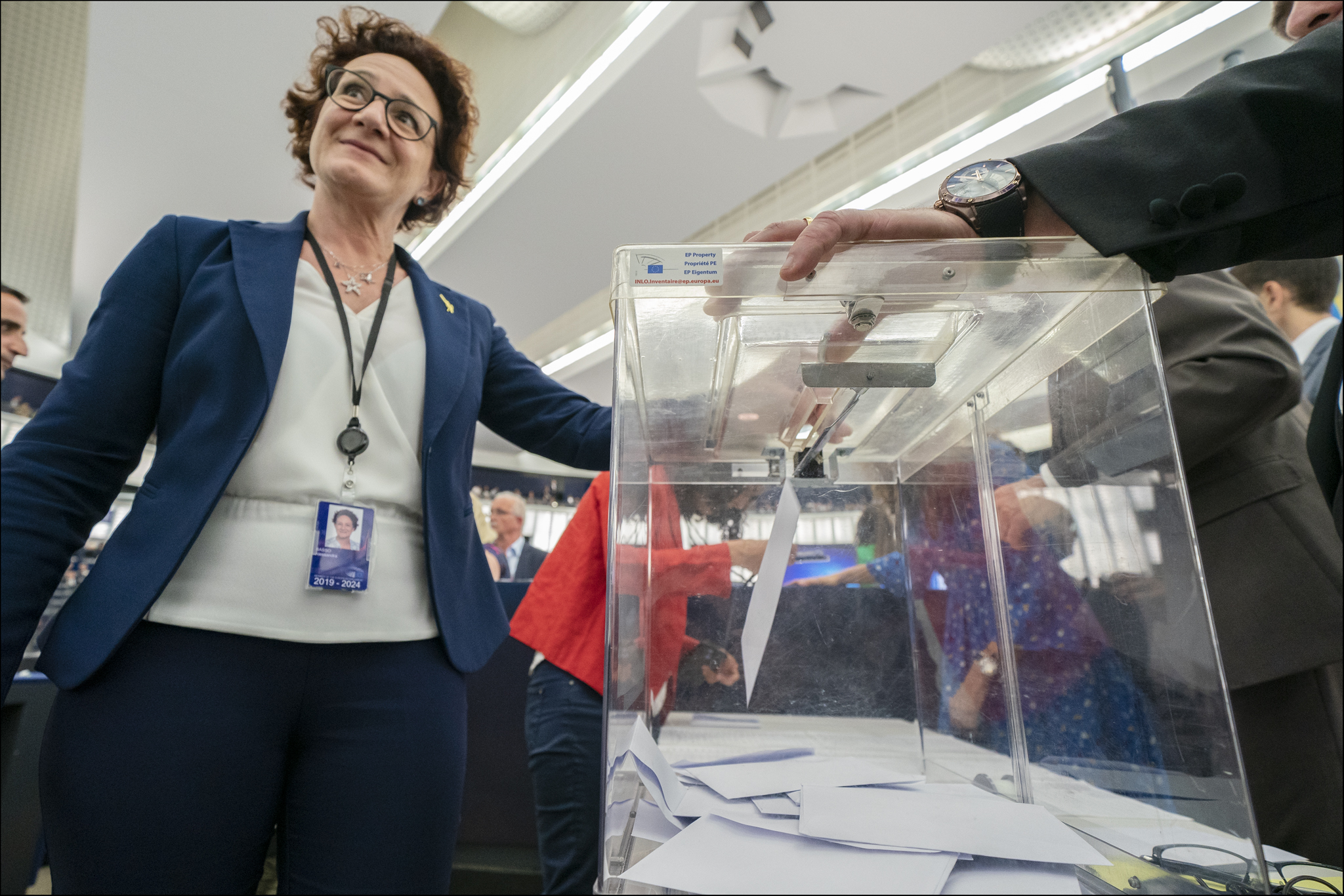
Una eurodiputada ejerciendo el voto a favor o en contra de la investidura de von der Leyen el 16 de julio de 2019.

Ursula von der Leyen fue seleccionada y propuesta al Parlamento Europeo como candidata a la presidencia de la Comisión Europea por el Consejo Europeo el 3 de julio de 2019, después de tres días de negociaciones entre los líderes de los Estados miembros. Von der Leyen se enfrentó a numerosos críticos, especialmente por parte de algunos eurodiputados, ya que el Consejo Europeo no utilizó el sistema de los llamados Spitzenkandidaten a la hora de determinar el candidato propuesto.
Investidura
El 16 de julio de 2019, el Parlamento Europeo celebró el debate de investidura de Von der Leyen, donde la popular alemana presentó su programa de gobierno a los diferentes grupos. El Parlamento Europeo invistió mediante votación secreta a Von der Leyen como presidenta de la Comisión Europea por la mayoría absoluta requerida, en primera votación, con 383 votos a favor (la mayoría absoluta estaba marcada en 374 votos), 327 en contra y 22 abstenciones. El 9 de septiembre Von der Leyen presentó la lista de comisarios designados a partir de los candidatos propuestos por los diferentes Estados miembros y el día siguiente se presentó la distribución de carteras.
Las nominaciones de Rovana Plumb y Laszlo Trocsanyi fueron vetadas en la fase previa a la audiencia oral por la Comisión de Asuntos Jurídicos del Parlamento Europeo.
Elección final del Colegio
En la sesión del 27 de noviembre de 2019 a la nueva Comisión Europea en su conjunto recibió la aprobación del Parlamento Europeo con 461 votos a favor, 157 en contra y 89 abstenciones.

### Prioridades iniciales de la Comisión

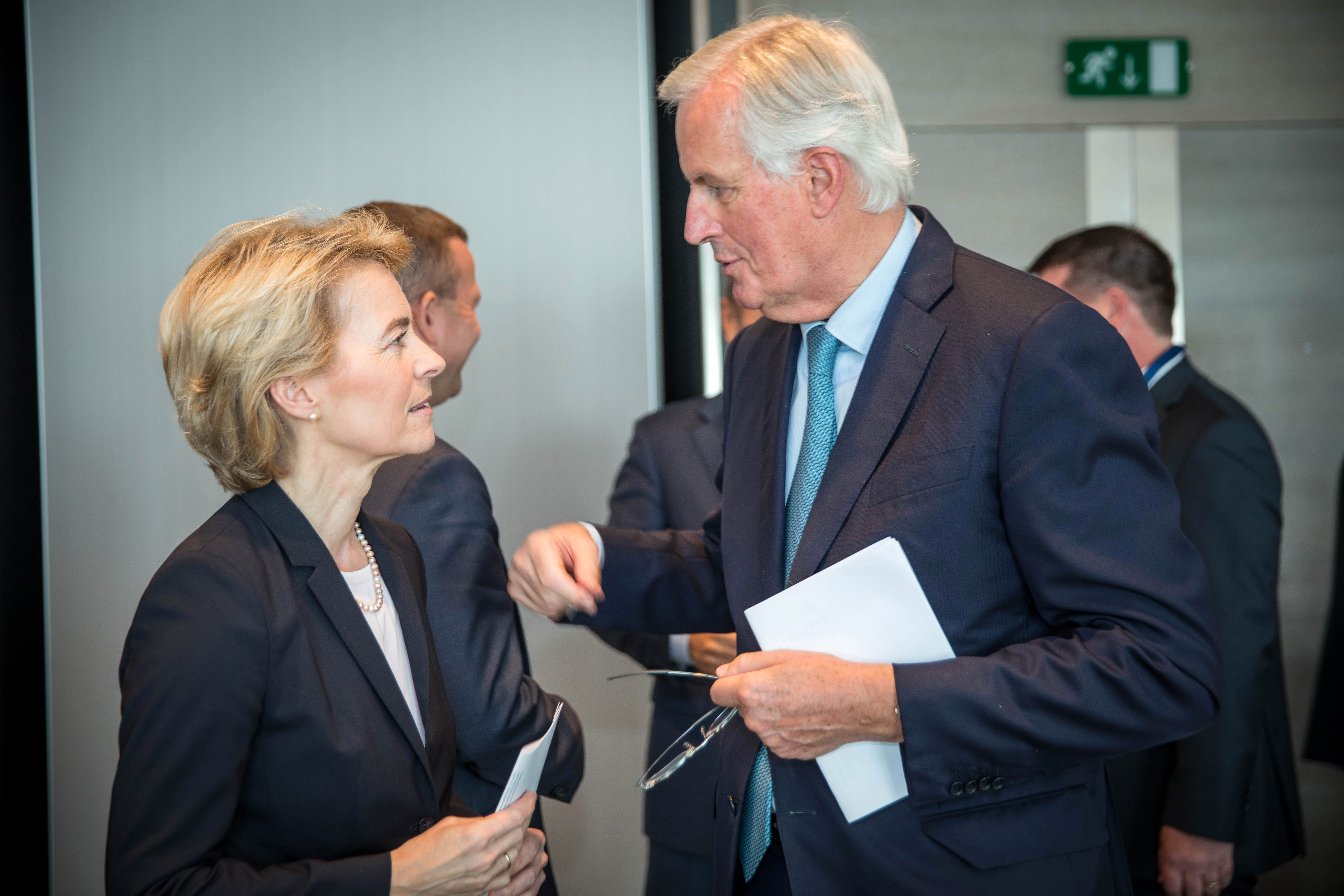
Ursula von der Leyen y Michel Barnier, negociador jefe de la UE para el Brexit en 2019.

La Comisión Von der Leyen comenzó oficialmente el día 1 de diciembre de 2019. Ursula von der Leyen estrenó su presidencia en la COP25 de Madrid, y el día 11 de diciembre de 2019, presentó un plan detallado para el Pacto Verde Europeo, con unas líneas maestras focalizadas a conseguir que Europa se convierta en el primer continente climáticamente neutral en 2050.
Como segundo gran reto, esta Comisión presentó la agenda digital que se encargará de controlar la política de la competencia y de garantizar que Europa no pierda definitivamente el tren industrial de la nueva era, y no quedar superados por China y los Estados Unidos, estos objetivos irán dirigidos por la vicepresidenta Margrethe Vestager. En el terreno de las baterías de coches eléctricos, Europa arranca con gran retraso, el 4% de las baterías ante el 69% de China.

### Respuesta de la Unión Europea a la pandemia de COVID-19
A partir de finales del primer trimestre de 2020, varios de los Estados miembros de la Unión se confrontaron a la crisis sanitaria de la pandemia de COVID-19. El impacto mediático generado por la situación, precipitó a los gobiernos nacionales y a las instituciones europeas a una situación sin precedentes, que en marzo, llevó a que los Estados miembros aceptaran la recomendación emitida por la Comisión Von der Leyen sobre lo que deberían hacer para restringir la entrada en el territorio a los residentes extracomunitarios. Casi al mismo tiempo, la Comisión lanzó su primera reserva de material médico con el fin de repartirlo a los Estados de la Unión más afectados por la pandemia.
En abril se sucedieron numerosas acciones políticas en respuesta a la crisis. En primer lugar reaccionó el Banco Central Europeo (BCE) con un programa de compra de títulos para evitar el colapso de los mercados de deuda, lo que contribuyó a estabilizar la situación financiera. Entonces, tras ser aprobada por primera vez la denominada “cláusula general de salvaguarda” prevista para escenarios de graves crisis generalizadas que afecten a la eurozona, la Comisión pudo levantar los límites que fijaba el pacto de estabilidad y crecimiento. De esta forma se autorizó a los gobiernos nacionales a inyectar en la economía tanto dinero «como fuese necesario». A dicha flexibilización se añadieron también los cambios en la autorización de ayudas públicas, ya que la normativa permitió otorgar hasta 800.000 euros por compañía en forma de subvención directa o ventajas fiscales. De manera complementaria, el Eurogrupo logró un acuerdo la segunda semana de abril que estableció los detalles de la primera red de seguridad comunitaria contra los efectos de la pandemia.
Pero el anuncio más destacado llegó el 18 de mayo de 2020, cuando en una rueda de prensa Merkel y Macron presentaron un plan para la UE en el marco de la crisis de la pandemia. Este impulso se integró con varias acciones institucionales de las semanas anteriores, y sirvió de base al plan recuperación económica (Next Generation EU) presentado por Von der Leyen la semana siguiente. Empero, el anuncio conjunto de Merkel y Macron fue impulsado por un fallo del Tribunal Constitucional de Alemania, que días antes había puesto en duda la independencia del Banco Central Europeo (BCE) para mantener a flote las economías de los miembros más vulnerables de la organización, así como la gobernabilidad de la UE. Hasta entonces, Merkel —quien ocho años antes, en el punto más álgido de la crisis del euro, aseguró que no habría eurobonos «mientras yo viva»— se había opuesto a la propuesta de Macron para crear un fondo que obligaría a los 27 a aumentar la deuda de forma conjunta.
En diciembre de 2020, la vacuna Tozinameran contra la COVID-19 logró la autorización de comercialización en la UE. BioNTech (Societas europaea), el laboratorio al origen de dicho producto, había recibido más de 9 millones de euros de financiación de la UE para la investigación durante la década precedente. Además, en junio fue beneficiario de un préstamo de 100 millones de euros del Banco Europeo de Inversiones (BEI), respaldado por la UE. Esto ayudó al laboratorio alemán a ampliar sus capacidades de fabricación y a suministrar la vacuna a nivel mundial.

## Capacidad geopolítica, autonomía y soberanía
La política exterior y de defensa es un terreno donde los Estados miembros suelen abogar por mantener su soberanía nacional. Ello no ha impedido que conceptos como “unión europea de la defensa”, “soberanía europea” o “autonomía estratégica” se hayan convertido en un lenguaje común para significar la ambición de la UE de actuar como un actor internacional y contribuir a dar forma al “nuevo orden mundial”. No obstante, estos conceptos no han sido definidos con precisión y suelen ser interpretados de forma ambigua, cuando no contradictoria, lo que ha contribuido a eludir el debate sobre la definición estratégica de la UE.
Además de las cuestiones de defensa, la UE busca reducir su dependencia en varios sectores. Este es el caso de lo digital, en cuyo ámbito las tecnologías emergentes, como la inteligencia artificial o la computación cuántica, revisten crucial importancia para la Unión. La tecnología digital es también fuente de riesgos —guerras informáticas— que pueden ser llevados a cabo por multitud de actores y que denotan el interés estratégico del sector. Así mismo, debido a la interdependencia mundial entre las economías, el comercio, la salud y la energía también se ven afectados (la crisis mundial energética es un ejemplo notable de dicha situación).
En este contexto Ursula von der Leyen anunció, desde el inicio de sus funciones como presidenta de la Comisión Europea en 2019, su aspiración de dirigir lo que llamó una “Comisión geopolítica”. Su administración consideró necesario “pensar cómo garantizar la autonomía estratégica”, pero dejó claro que ese concepto no significaba que se debía buscar la autosuficiencia, ya que dada la complejidad de las cadenas de suministro, esto sería un objetivo inalcanzable.
En otro apartado, la ayuda al desarrollo de la UE —sumando las instituciones europeas y cada uno de los Estados miembros— se ha alineado tradicionalmente con los principios del desarrollo humano y sostenible. Sin embargo, estos paradigmas han interactuado también con la creciente presencia de objetivos geopolíticos.

## El gobierno económico de la eurozona y el presupuesto

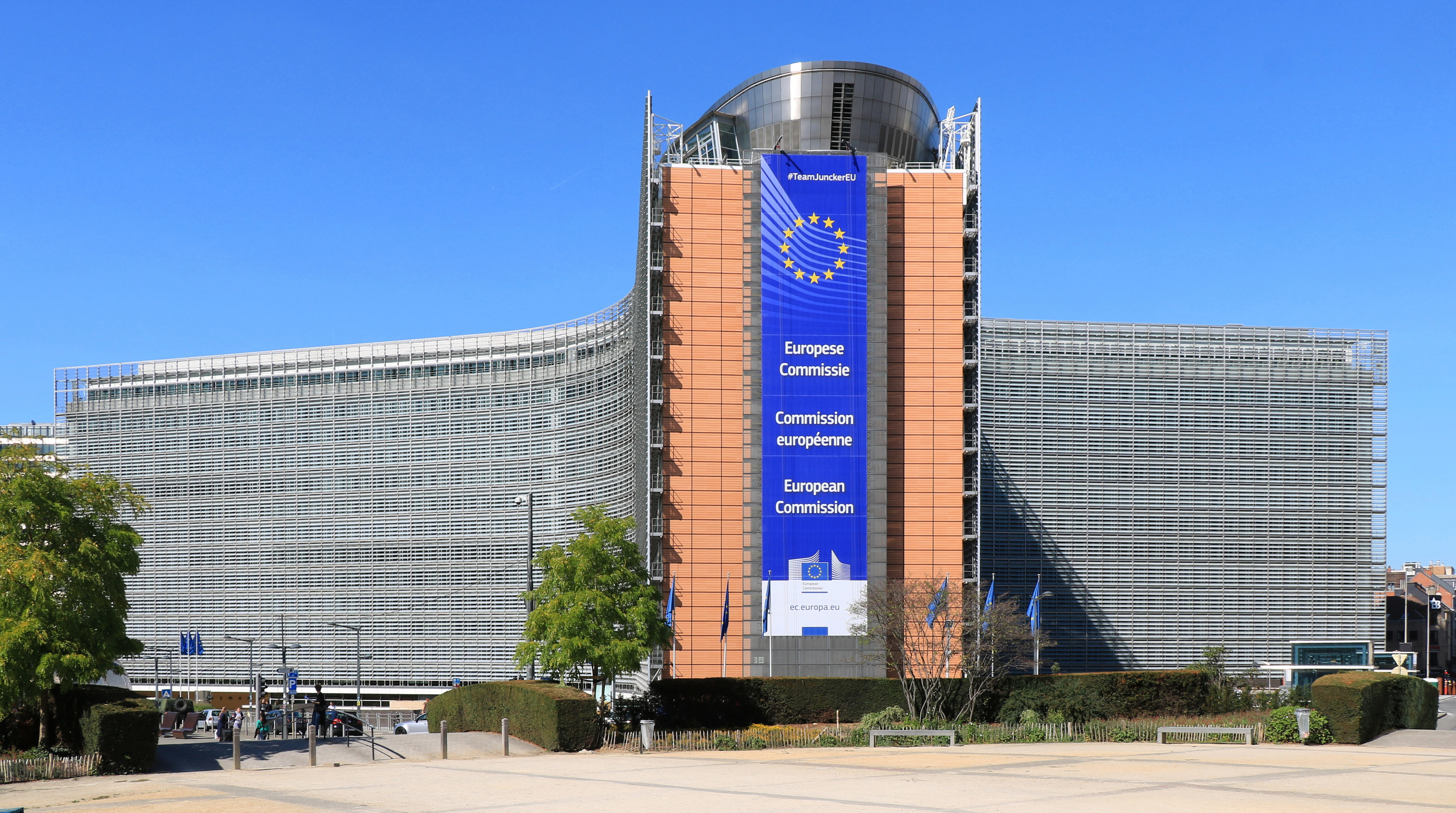
Edificio Berlaymont, sede de la Comisión Europea.

En 2017 Emmanuel Macron sugirió que la eurozona debía continuar desarrollándose. Para lograrlo, planteó la necesidad de instaurar el cargo de ministro de Finanzas, un presupuesto común y el desarrollo de la unión bancaria. Angela Merkel se mostró abierta a estas ideas aclarando que podía «imaginar muy bien» un gobierno económico al no existir diferencias de peso entre las economías de los miembros de la eurozona, recalcando que la toma de decisiones, las responsabilidades y los riesgos no deberían compartirse, sino que deberían continuar en manos de los Estados miembros.
La cuestión recibió un nuevo impulso con la crisis de la pandemia de COVID-19. El 18 de mayo de 2020, Merkel y Macron propusieron la puesta en marcha de un fondo de recuperación de la economía europea —a través de subvenciones no reembolsables— por 500 millardos de euros, destinado a los Estados y los sectores económicos más golpeados por la crisis. Partiendo de este anuncio, el 27 de mayo siguiente, la Comisión Von der Leyen presentó el programa Next Generation EU (Próxima Generación UE), de 750 millardos de euros que se distribuirán entre los Estados comunitarios en los siguientes dos años a través de transferencias directas y préstamos. Este fondo de recuperación se añade al marco financiero plurianual (MFP) para el periodo 2021-2027, cuyo borrador fue presentado en la misma ocasión.
El plan fue aprobado en la cumbre europea de julio siguiente, durante la presidencia pro tempore alemana del Consejo de la UE, cuando tras cuatro días de negociaciones, el Consejo Europeo acordó unos montos definitivos, diferentes a los del Next Generation EU original. Así, la partida para las transferencias directas sería de 390 millardos de euros (frente a los 500 millardos previstos), y el monto de los préstamos pasó a 360 millardos (frente a los 250 millardos previstos). En cuanto al MFP, este tendrá un volumen de 1,074 billones de euros, frente a los 1,1 billones de propuestos inicialmente. El documento estipula que, una vez aceptada la distribución de subsidios, los planes nacionales de inversiones y reformas serán evaluados por la Comisión y aprobados en el Consejo por mayoría cualificada. Para ello, los planes deberán ser coherentes con las recomendaciones formuladas por el Ejecutivo comunitario.
El Next Generation EU pretende recaudar dinero elevando temporalmente el límite máximo de recursos propios al 2,00 % del producto nacional bruto de la UE, lo que permitirá a la Comisión utilizar su calificación de crédito para pedir prestados 750 millardos de euros en los mercados financieros. Esta financiación adicional se canalizará a través de programas de la UE y se reembolsará a lo largo de los futuros presupuestos de la UE, no antes de 2028 ni después de 2058. Para ayudar a hacer esto, la Comisión propuso una serie de nuevos recursos propios. Así, el Mecanismo Europeo de Recuperación y Resiliencia (MRR), que es elemento central de Next Generation EU, cuenta con 672,5 millardos de euros en préstamos y subvenciones para apoyar las reformas e inversiones emprendidas por los Estados miembros. Y es que en febrero de 2021, después de que la Eurocámara diese su aprobación, el Consejo avaló las normas que rigen cómo acceder y utilizar estas ayudas. Con la entrada en vigor del MRR se abrió el plazo para que los Estados puedan presentar oficialmente a la Comisión Europea sus planes para recibir los fondos.
Todos los recursos se inyectan a través de programas de gasto ya previstos en los presupuestos, lo que permite al Parlamento Europeo actuar como colegislador y pronunciarse al igual que el Consejo Europeo. El plan incluye también la creación contribuciones presupuestarias asignadas directamente a las cuentas de la UE. Además, los anuncios de Von der Leyen se sumaron al plan anticrisis presentado por el Eurogrupo y ratificado en videoconferencia por el Consejo Europeo del 23 de abril anterior. Se trata de un paquete que busca movilizar hasta 540 millardos de euros a través de tres vías: 240 millardos en líneas de liquidez para los Estados a través del Mecanismo Europeo de Estabilidad (MEDE); otros 100 millardos a través de un fondo contra el desempleo (SURE, por sus siglas en inglés); y, finalmente, una línea de crédito de 200 millardos de euros para las empresas a través del Banco Europeo de Inversiones (BEI).

## El Pacto Verde
El Pacto Verde Europeo (PVE) o simplemente Pacto Verde, aprobado en 2020, es un conjunto de iniciativas políticas de la primera Comisión Von der Leyen con el objetivo general de hacer que la Unión Europea sea climáticamente neutral para 2050. Para ello, la Comisión trabaja en un plan estratégico para alcanzar el objetivo de reducción de emisiones de gases de efecto invernadero de la UE para 2030 al menos al 50 % y hacia el 55 % en comparación con los niveles de 1990. La iniciativa pretende revisar cada ley existente sobre asuntos climáticos y también introducir una nueva legislación sobre temas como la economía circular, la renovación de edificios, la biodiversidad, la agricultura y la innovación.
La estrategia de cambio climático de la Comisión Europea, lanzada en 2020, se centra en la promesa de convertir a la UE en un emisor cero neto de gases de efecto invernadero para 2050 y demostrar que las economías se desarrollarán sin aumentar el uso de recursos. No obstante, el Pacto Verde contiene medidas para garantizar que los Estados miembros que dependen de los combustibles fósiles no se queden atrás en la transición hacia las energías renovables.

## Década Digital 2030
Década Digital 2030 es un programa político de la Comisión Europea (Comisión Von der Leyen) para coordinar el desarrollo del mundo digital en la Unión Europea hasta 2030. Esta declaración establece objetivos, así como los medios para lograros y organiza la interacción de los Estados miembros, en colaboración con el Consejo, la Comisión y el Parlamento Europeo, para dar forma a sus políticas digitales en cuatro áreas: mejora de las habilidades digitales de los ciudadanos; impulso a la adopción de nuevas tecnologías —inteligencia artificial, los datos, la computación en la nube, etc— en las empresas radicadas en la Unión; avance en conectividad, informática e infraestructura de datos, y disponibilidad de los servicios públicos digitales. El programa también crea un marco para el desarrollo de proyectos multinacionales que busca unir fuerzas entre los Estados miembros para lograr sus iniciativas digitales.

### Identidad digital europea
La Identidad digital europea o Billetera digital europea es un proyecto de la Comisión Von der Leyen que busca implementar un sistema en el que los ciudadanos de la Unión Europea (UE) puedan guardar de forma digital sus datos y documentos, de modo que sirva como prueba de identidad en los Estados miembros de la Unión. La Comisión afirma que permitirá a las personas elegir qué tipo de datos personales quieren incluir y compartir. Se podrá utilizar para “abrir cuentas bancarias, presentar declaraciones de impuestos y matricularse en la universidad”.
Aunque no será obligatoria, la herramienta será gratuita y la Comisión Europea ha anunciado que los ciudadanos, residentes y empresas de la UE tendrán derecho a obtener el documento. La institución europea ha manifestado que esta identidad será "fiable y segura", en línea con el Reglamento General de Protección de Datos (RGPD). Al igual que el RGPD, la billetera digital se sustentará en un reglamento, por lo que todos los Estados miembros tendrán que adoptar la herramienta en las mismas condiciones.

## Conferencia sobre el futuro de Europa
La Conferencia sobre el Futuro de Europa fue un foro de debate y reflexión celebrado entre 2021 y 2022 donde la ciudadanía europea y diversas organizaciones no gubernamentales (ONG) aportaron ideas y opiniones sobre el porvenir institucional de la Unión Europea (UE). Se trató de una iniciativa conjunta del Parlamento Europeo, el Consejo de la Unión y la Comisión Europea, que han dado seguimiento —en sus respectivos ámbitos de competencia— a las recomendaciones formuladas durante el proceso. La Conferencia alcanzó unas conclusiones y aportó sus orientaciones en mayo de 2022.
En 2020, la idea de Emmanuel Macron para una “Conferencia de Reforma” fue adoptada por la Comisión y el Parlamento Europeo. Aunque inicialmente la conferencia debía comenzar ese año, su puesta en marcha fue aplazada como resultado de la pandemia de COVID-19, por lo que su inauguración en Estrasburgo, tuvo lugar el 9 de mayo de 2021. Adicionalmente, un impulso determinante llegó a finales de ese año cuando el gobierno Scholz de Alemania afirmó que se basaría en la conferencia como punto de partida para reformar la UE. Según esta iniciativa, la conferencia debería conducir a un proceso constitucional y, en última instancia, a un Estado federal europeo.

## Colegio de Comisarios
El Colegio de Comisarios finalmente figura con los 27 miembros de los cuales 11 pertenecen al Partido Popular Europeo (PPE), la presidenta de la Comisión, 3 vicepresidentes y 7 comisarios; 8 miembros del Partido de los Socialistas Europeos con 2 vicepresidentes y 6 comisarios. Del grupo parlamentario Renovar Europa 2 vicepresidentas y 3 comisarios; del Partido de los Conservadores y Reformistas Europeos un solo comisario y del Partido Verde Europeo un comisario. Finalmente, un comisario, independiente y adscrito al grupo parlamentario del PPE.
| Partidos políticos europeos |
| --- |
| Centroderecha Democracia cristiana (PPE) Centroizquierda socialdemócrata (S&D) Centro liberal (Renovar Europa) Derecha Conservadurismo (ECR Group) |

| Comisario              | Comisario                                                                      | Cartera                                                                                         | Estado          | Partido europeo (nacional) | Iniciativa                                  |
| ---------------------- | ------------------------------------------------------------------------------ | ----------------------------------------------------------------------------------------------- | --------------- | -------------------------- | ------------------------------------------- |
| Ursula von der Leyen   |                                                                                | Presidenta de la Comisión Europea                                                               | Alemania        | PPE (CDU)                  | -                                           |
| Vicepresidentes        |                                                                                |                                                                                                 |                 |                            |                                             |
| Maroš Šefčovič         |                                                                                | Vicepresidente ejecutivo para Relaciones Interinstitucionales y Prospectiva                     | Eslovaquia      | PSE (SMER-SD)              | Un nuevo impulso a la Democracia Europea    |
| Margrethe Vestager     |                                                                                | Vicepresidenta ejecutiva                                                                        | Dinamarca       | Renovar (RB)               | Una Europa adaptada a la era digital        |
| Josep Borrell          |                                                                                | Vicepresidente                                                                                  | España          | PSE (PSOE)                 | Una Europa más Fuerte en el Mundo           |
| Josep Borrell          | Alto Representante de la Unión para Asuntos Exteriores y Política de Seguridad |                                                                                                 | España          | PSE (PSOE)                 | Una Europa más Fuerte en el Mundo           |
| Věra Jourová           |                                                                                | Vicepresidenta para Valores y Transparencia                                                     | República Checa | Renovar (ANO 2011)         | Un nuevo impulso para la Democracia Europea |
| Dubravka Šuica         |                                                                                | Vicepresidenta para Democracia y Demografía                                                     | Croacia         | PPE (HDZ)                  | Un nuevo impulso a la Democracia Europea    |
| Valdis Dombrovskis     |                                                                                | Vicepresidente para el Comercio                                                                 | Letonia         | PPE (V)                    | -                                           |
| Margaritis Schinas     |                                                                                | Vicepresidente para la Promoción del Modo de Vida Europeo                                       | Grecia          | PPE (ND)                   | Protección del estilo de vida europeo       |
| Comisarios             |                                                                                |                                                                                                 |                 |                            |                                             |
| Wopke Hoekstra         |                                                                                | Comisario de Acción por el Clima                                                                | Países Bajos    | PPE (CDA)                  | Una Economía al Servicio de las Personas    |
| Johannes Hahn          |                                                                                | Comisario de Presupuesto y Administración                                                       | Austria         | PPE (ÖVP)                  | -                                           |
| Iliana Ivanova         |                                                                                | Comisaria de Innovación, Investigación, Cultura, Educación y Juventud                           | Bulgaria        | PPE (GERB)                 | Una Europa Adaptada a la Era Digital        |
| Didier Reynders        |                                                                                | Comisario de Justicia                                                                           | Bélgica         | Renovar (MR)               | Una Europa Adaptada a la Era Digital        |
| Didier Reynders        | Un nuevo impulso a la Democracia Europea                                       | Comisario de Justicia                                                                           | Bélgica         | Renovar (MR)               |                                             |
| Stella Kyriakides      |                                                                                | Comisaria de Salud y Seguridad Alimentaria                                                      | Chipre          | PPE (DISY)                 | Pacto Verde Europeo                         |
| Janez Lenarčič         |                                                                                | Comisario de Gestión de Crisis                                                                  | Eslovenia       | Renovar(Independiente)     | Una Europa más fuerte en el Mundo           |
| Kadri Simson           |                                                                                | Comisaria de Energía                                                                            | Estonia         | Renovar (EK)               | Pacto Verde Europeo                         |
| Jutta Urpilainen       |                                                                                | Comisaria de Asociaciones Internacionales                                                       | Finlandia       | PSE (SDP)                  | Una Europa más fuerte en el Mundo           |
| Thierry Breton         |                                                                                | Comisario de Mercado Interior                                                                   | Francia         | Independiente              | Una Europa Adaptada a la Era Digital        |
| Olivér Várhelyi        |                                                                                | Comisario de Vecindad y Ampliación                                                              | Hungría         | PPE (Fidesz)               | Una Europa más fuerte en el Mundo           |
| Mairead McGuinness     |                                                                                | Comisaria de Servicios Financieros, Estabilidad Financiera y Unión de los Mercados de Capitales | Irlanda         | PPE (FG)                   | Una Europa más fuerte en el Mundo           |
| Paolo Gentiloni        |                                                                                | Comisario de Economía                                                                           | Italia          | PSE (PD)                   | Una Economía al Servicio de las Personas    |
| Virginijus Sinkevičius |                                                                                | Comisario de Medio Ambiente, Océanos y Pesca                                                    | Lituania        | Greens (LVŽS)              | Pacto Verde Europeo                         |
| Nicolas Schmit         |                                                                                | Comisario de Empleo y Derechos Sociales                                                         | Luxemburgo      | PSE (LSAP)                 | Una Europa Adaptada a la Era Digital        |
| Nicolas Schmit         | Una Economía al Servicio de las Personas                                       | Comisario de Empleo y Derechos Sociales                                                         | Luxemburgo      | PSE (LSAP)                 |                                             |
| Helena Dalli           |                                                                                | Comisaria de Igualdad                                                                           | Malta           | PSE (PL)                   | Un nuevo impulso a la Democracia Europea    |
| Janusz Wojciechowski   |                                                                                | Comisario de Agricultura                                                                        | Polonia         | ACRE (PiS)                 | Pacto Verde Europeo                         |
| Elisa Ferreira         |                                                                                | Comisaria de Cohesión y Reformas                                                                | Portugal        | PSE (PS)                   | Pacto Verde Europeo                         |
| Elisa Ferreira         | Una Economía al Servicio de las Personas                                       | Comisaria de Cohesión y Reformas                                                                | Portugal        | PSE (PS)                   |                                             |
| Adina-Ioana Vălean     |                                                                                | Comisaria de Transportes                                                                        | Rumania         | PPE (PNL)                  | Pacto Verde Europeo                         |
| Ylva Johansson         |                                                                                | Comisario de Asuntos de Interior                                                                | Suecia          | PSE (S)                    | -                                           |